# Neugernsdorf
Neugernsdorf – dzielnica gminy Langenwetzendorf w Niemczech, w kraju związkowym Turyngia, w powiecie Greiz. Do 30 grudnia 2013 samodzielna gmina wchodząca w skład wspólnoty administracyjnej Leubatal.